# Vuelta a Costa Rica 2013
Die 49. Vuelta a Costa Rica (offiziell: Vuelta kölbi a Costa Rica) fand vom 17. bis zum 29. Dezember 2013 in Costa Rica statt.
Das Radrennen gehörte zur UCI America Tour 2014, wo es in die Kategorie 2.2 eingestuft war. Damit erhielten die ersten acht Fahrer der Gesamtwertung und die ersten drei jeder Etappe sowie der Träger des Gelben Trikots des Gesamtführenden nach jeder Etappe Punkte für die America-Rangliste.
Gesamtsieger des Etappenrennens wurde bereits zum dritten Mal in seiner Karriere der Einheimische Juan Carlos Rojas (JPS-Giant). Sein zweitplatzierter Teamkollege Elias Vega, der die U-23-Wertung für sich entscheiden konnte, lag fast vierzehn Minuten zurück. Dies war der größte Vorsprung in einem internationalen Etappenrennen der Saison 2013 überhaupt. Das Podium wurde komplettiert von  einem weiteren Costa-Ricaner, nämlich Bryan Villalobos (Agricenter Coronado Hotel Los Lagos). Rojas ist mit seinem Erfolg nun alleiniger Rekordgewinner der Rundfahrt. Neben der Gesamtwertung gingen auch die Punkte- und die Bergwertung an den Costa-Ricaner.

## Teilnehmer
Am Start standen sechs einheimische costa-ricanische Mannschaften sowie fünf ausländische Teams, darunter drei Nationalauswahlen. Mit RusVelo nahm auch ein Professional Continental Team am Rennen teil. Deutschsprachige Fahrer waren nicht dabei.
| Sonstige Teams aus dem Ausland Colombia FR For The Planet Canel’s Turbo Team Nationalmannschaften Guatemala Kuba Russland 0 | Professional Continental Team RusVelo Regionale Teams aus Costa Rica JPS-Giant Coopenae-Movistar-Economy BCR-Pizza Hut-Powerade Frijoles Los Tierniticos Agricenter Coronado Hotel Los Lagos Olman Ramirez-SRAM |

## Etappen
| Etappe | Tag          | Start–Ziel                                         | km      | Typ                 | Etappensieger                 | Gesamtführender   |
| ------ | ------------ | -------------------------------------------------- | ------- | ------------------- | ----------------------------- | ----------------- |
| 1.     | 17. Dezember | Puerto Limón – Puerto Limón                        | 134,38  | Flachetappe         | Jewgeni Kowaljow              | Jewgeni Kowaljow  |
| 2.     | 18. Dezember | Puerto Limón – Guápiles                            | 174,03  | Flachetappe         | José Vega                     | José Vega         |
| 3.     | 19. Dezember | Guápiles – San Carlos                              | 140,76  | Mittelgebirgsetappe | Juan Carlos Rojas             | José Vega         |
| 4.     | 20. Dezember | Chachagua San Ramón – Liberia                      | 156,92  | Flachetappe         | Jean-Michel Lachance          | Juan Carlos Rojas |
| 5.     | 21. Dezember | Liberia – Santa Cruz                               | 147,95  | Flachetappe         | Alexander Sergejewitsch Serow | Juan Carlos Rojas |
| 6.     | 22. Dezember | Santa Cruz – San Ramón de los Palmares             | 174,17  | Gebirgsetappe       | José Vega                     | Juan Carlos Rojas |
| 7.     | 23. Dezember | Cachí – Paraíso                                    | 10,64   | Bergzeitfahren      | Juan Carlos Rojas             | Juan Carlos Rojas |
| R      | 24. Dezember | Ruhetag                                            | Ruhetag | Ruhetag             | 0 – 0                         | Juan Carlos Rojas |
| 8.     | 25. Dezember | Circuito Presidente                                | 118,4   | Flachetappe         | Nieves Carrasco               | Juan Carlos Rojas |
| 9.     | 26. Dezember | Orotina – Parrita                                  | 140,35  | Flachetappe         | Carlos Brenes                 | Juan Carlos Rojas |
| 10.    | 27. Dezember | Parrita – Pérez Zeledón                            | 135,75  | Mittelgebirgsetappe | Juan Carlos Rojas             | Juan Carlos Rojas |
| 11.    | 28. Dezember | La Unión de San Pedro Pérez Zeledón – Buenos Aires | 39,37   | Einzelzeitfahren    | Juan Carlos Rojas             | Juan Carlos Rojas |
| 12.    | 29. Dezember | Pérez Zeledón – San José                           | 157,05  | Gebirgsetappe       | Juan Carlos Rojas             | Juan Carlos Rojas |